# Anthela guenei
Anthela guenei là một loài bướm đêm thuộc họ Anthelidae. Loài này được Newman mô tả năm 1856. Loài này có ở Úc.